# Xã Mound, Quận Effingham, Illinois
Xã Mound (tiếng Anh: Mound Township) là một xã thuộc quận Effingham, tiểu bang Illinois, Hoa Kỳ. Năm 2010, dân số của xã này là 3.648 người.